# Піленай

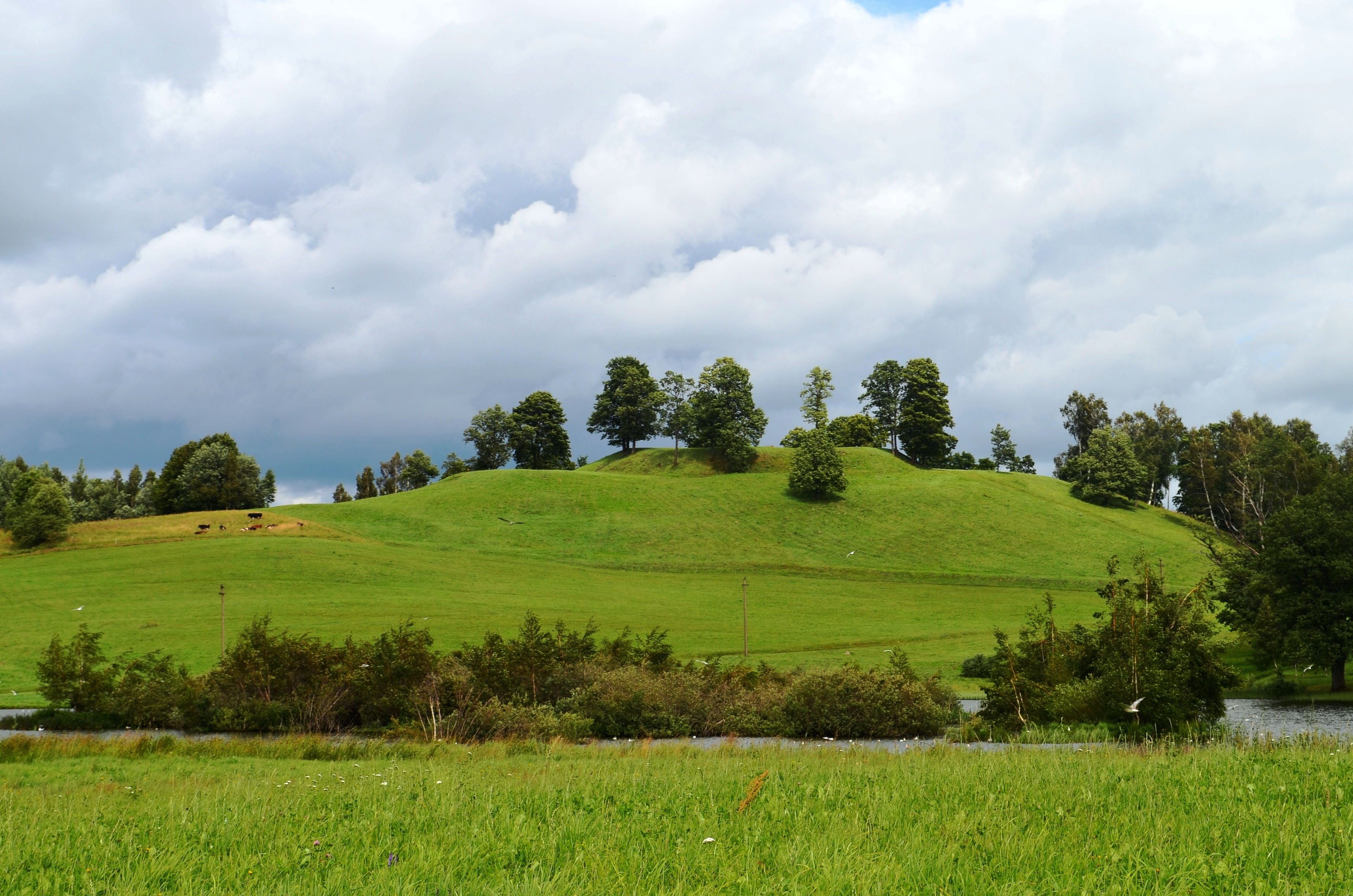
Вигляд Більоняйського кургану в наш час

Піленай — замок у середньовічній Литві, добре відомий в історії Литви у зв'язку з героїчною обороною замку.

## Оборона міста Піленай
Історична оборона на чолі з князем Маргірісом, відбулася 25 лютого 1336 року, коли замок був обложений військами Тевтонського ордену. Командував хрестоносцями великий магістр Дітріх фон Альтенбург. Його метою було знищення важливого опорного пункту Жемайтії, що знаходився безпосердньо на кордоні з Пруссією.
Коли жителі Піленай та його околиць зрозуміли, що буде неможливо захистити себе від набагато більшого по силі ворога, вони прийняли рішення вчинити масове самогубство, а також спалити замок, знищивши все своє майно, щоб нічого цінного не дісталося ворогові. Вони вважали за краще померти, ніж бути підкореними і поневоленими Тевтонським орденом. Спочатку жителі спалили своє майно, підпалили замок, а потім чоловіки, жінки і діти покінчили життя самогубством. Як розповідають лівонські хроніки, спочатку баба-жриця зарубала сокирою більше сотні захисників фортеці — чоловіків, жінок, дітей. Потім, коли остаточно стало зрозуміло, що замок не вистоїть, князь Маргіріс особисто розрубав надвоє мечем власну дружину, а потім убив і інших захисників фортеці.
За даними орденського хроніста Віганда Марбурзького, в замку було 4000 чоловік.

## Місцезнаходження
Точне місце розташування Піленай довгий час залишалося невідомим. Різними істориками і археологами висувалось багато гіпотез щодо місцезнаходження легендарного замку. До 2016 року група археологів з великою часткою ймовірності встановила, що замок знаходився на Більоняйському кургані в Шилальському районі Жемайтії.

## Культурне значення
Героїчна оборона фортеці стала своєрідним символом опору. Композитор Вітаутас Клова написав про цю подію оперу Піленай, прем'єра якої відбулася у 1956 році.